# Kipp Hamilton
Pour les articles homonymes, voir Hamilton.
Rita Marie « Kipp » Hamilton, née le 16 août 1934 à Los Angeles (Californie), ville où elle est morte le 29 janvier 1981, est une actrice américaine.

## Biographie
Au cinéma, Kipp Hamilton contribue à six films américains, depuis Celle de nulle part de David Miller (1950, avec Ann Blyth et Farley Granger) jusqu'à Harlow, la blonde platine de Gordon Douglas (1965, avec Carroll Baker dans le rôle-titre). Suit un septième et dernier film, japonais, La Guerre des monstres d'Ishirō Honda (1966, avec Kumi Mizuno et Russ Tamblyn), où elle tient un petit rôle de chanteuse de cabaret.
Mentionnons également Derrière le miroir de Nicholas Ray (1956, avec James Mason et Barbara Rush) et le western Le Vent de la plaine de John Huston (1960, avec Burt Lancaster et Audrey Hepburn).
À la télévision américaine, elle apparaît dans vingt-et-une séries télévisées (notamment de western) à parti de 1955, dont Perry Mason (un épisode, 1958), Ma sorcière bien-aimée (un épisode, 1965) et Les Mystères de l'Ouest (un épisode, 1965). Après un ultime rôle en 1967 dans un épisode de la série-western Le Virginien, elle se retire définitivement des écrans pour se consacrer à sa famille.
Au théâtre, outre des prestations régionales, elle se produit une fois à Broadway (New York) en 1963-1964, dans une reprise (également en tournée) de la comédie musicale How to Succeed in Business Without Really Trying de Frank Loesser.
Kipp Hamilton meurt prématurément en 1981, à 46 ans, des suites d'un cancer du sein. Elle est inhumée au Holy Cross Cemetery de Culver City (Californie).

## Théâtre à Broadway
- 1963-1964 : How to Succeed in Business Without Really Trying, comédie musicale, musique et lyrics de Frank Loesser, livret d'Abe Burrows, Jack Weinstock et Willie Gilbert : Rosemary Pillkington

## Filmographie

### Cinéma (intégrale)
- 1950 : Celle de nulle part (Our Very Own) de David Miller : Gwendolyn
- 1955 : Bonjour Miss Dove (Good Morning, Miss Dove) d'Henry Koster : Virginia Baker
- 1956 : Derrière le miroir (Bigger Than Life) de Nicholas Ray : Pat Wade
- 1959 : La Proie des vautours (Never So Few) de John Sturges : Margaret Fitch
- 1960 : Le Vent de la plaine (The Unforgiven) de John Huston : Georgia Rawlins
- 1965 : Harlow, la blonde platine (Harlow) de Gordon Douglas : Marie Tanner
- 1966 : La Guerre des monstres (Furankenshutain no Kaijū : Sanda tai Gaira) d'Ishirô Honda : une chanteuse de cabaret

### Télévision (sélection)
(séries)

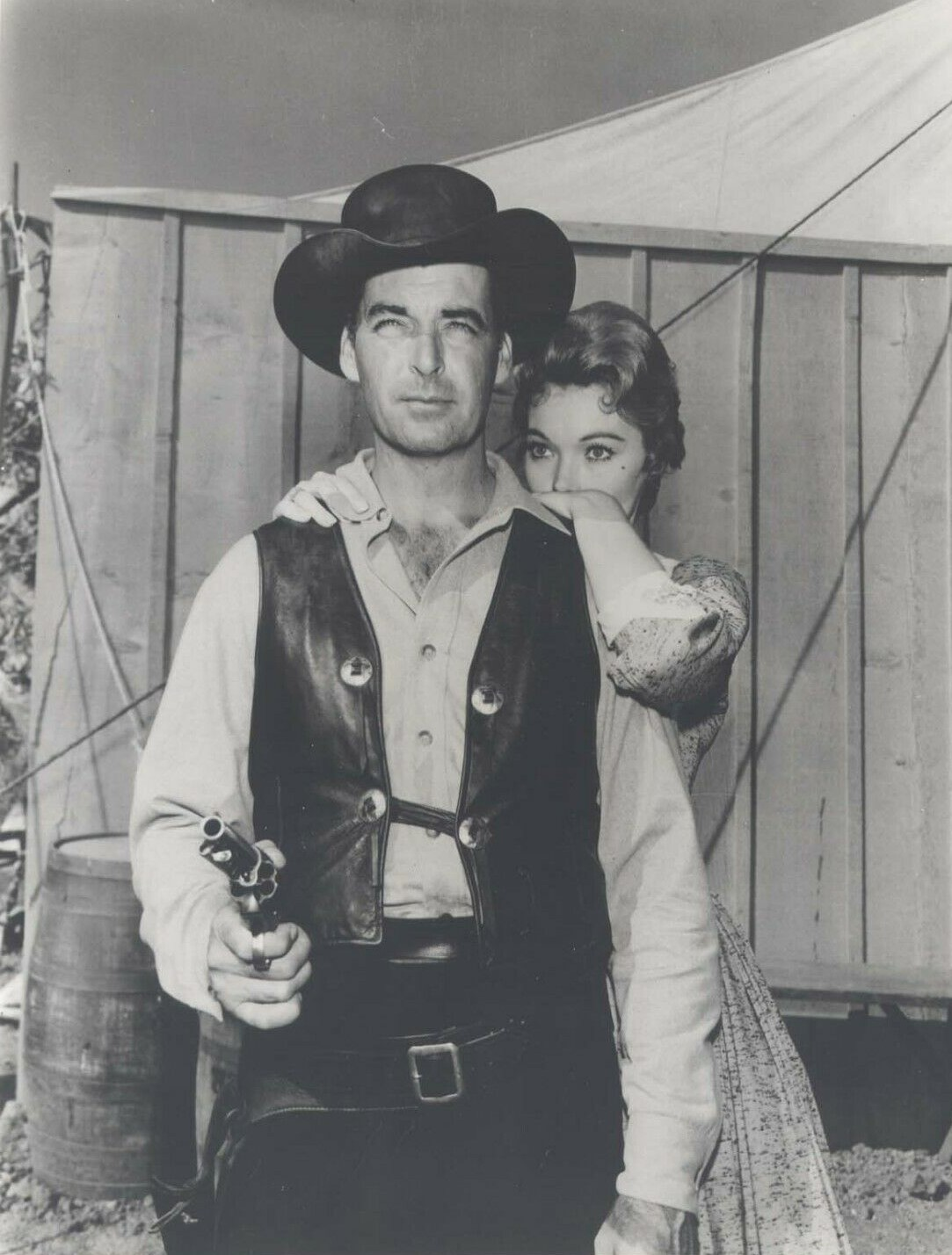
Avec Rory Calhoun, dans la série-western Le Texan (1959-1960)

- 1958 : Perry Mason, saison 1, épisode 18 La Prudente In-up (The Case of the Cautious Coquette) de László Benedek : Elaine Barton
- 1958 : Mike Hammer (Mickey Spillane's Mike Hammer), saison 1, épisode 6 Dead Men Don't Dream : Katie O'Donnell
- 1959 : 77 Sunset Strip, saison 2, épisode 12 Vacation with Pay de James V. Kern : Lili Anderson
- 1959-1960 : Le Texan (en) (The Texan), saison 2, épisode 14 Dangerous Ground (1959) d'Edward Ludwig, épisode 15 End of the Track (1959) d'Edward Ludwig, épisode 24 Captive Crew (1960) d'Erle C. Kenton et épisode 25 Showdown (1960) d'Erle C. Kenton : Stevie Martin
- 1960 : Rawhide, saison 2, épisode 24 La Danse de la mort (Incident of the Dancing Death) de William F. Claxton : Shezoe
- 1965 : Ma sorcière bien-aimée (Bewitched), saison 1, épisode 25 La Belle Voisine (Pleasure O'Riley) de William D. Russell : Priscilla Pleasure O'Riley
- 1965 : Des agents très spéciaux (The Man from U.N.C.L.E.), saison 1, épisode 28 Commando de blondes (The Girls of Nazarone Affair) d'Alvin Ganzer : Lavinia Brown
- 1965 : L'Homme à la Rolls (Burke's Law), saison 3, épisode 3 Steam Heat de Virgil W. Vogel : Silkie
- 1965 : Les Mystères de l'Ouest (The Wild Wild West), saison 1, épisode 7 La Nuit du cadavre fluorescent (The Night of the Glowing Corpse) d'Irving J. Moore : Cluny Ormont
- 1967 : Cher oncle Bill (Family Affair), saison 1, épisode 19 Fancy Free de William D. Russell : Meg
- 1967 : Le Virginien (The Virginian), saison 6, épisode 15 Le Troupeau volé (The Fortress) d'Abner Biberman : Gloria